# Cataglyphis piliscapus
Cataglyphis piliscapus é uma espécie de inseto do gênero Cataglyphis, pertencente à família Formicidae.